# Jõgeva
Jõgeva (autrefois en allemand Laisholm ; prononcer en français « Yeugueva ») est une ville d'Estonie, une municipalité urbaine et le chef-lieu de la Comté de Jõgeva.

## Géographie
La ville de Jõgeva s'étend sur 3,86 km2 et comptait 5 577 habitants, au 1er janvier 2012. Elle est traversée à l´est par la rivière Pedja jõgi. La ville a été démolie à 60 % lors de la Seconde Guerre mondiale.

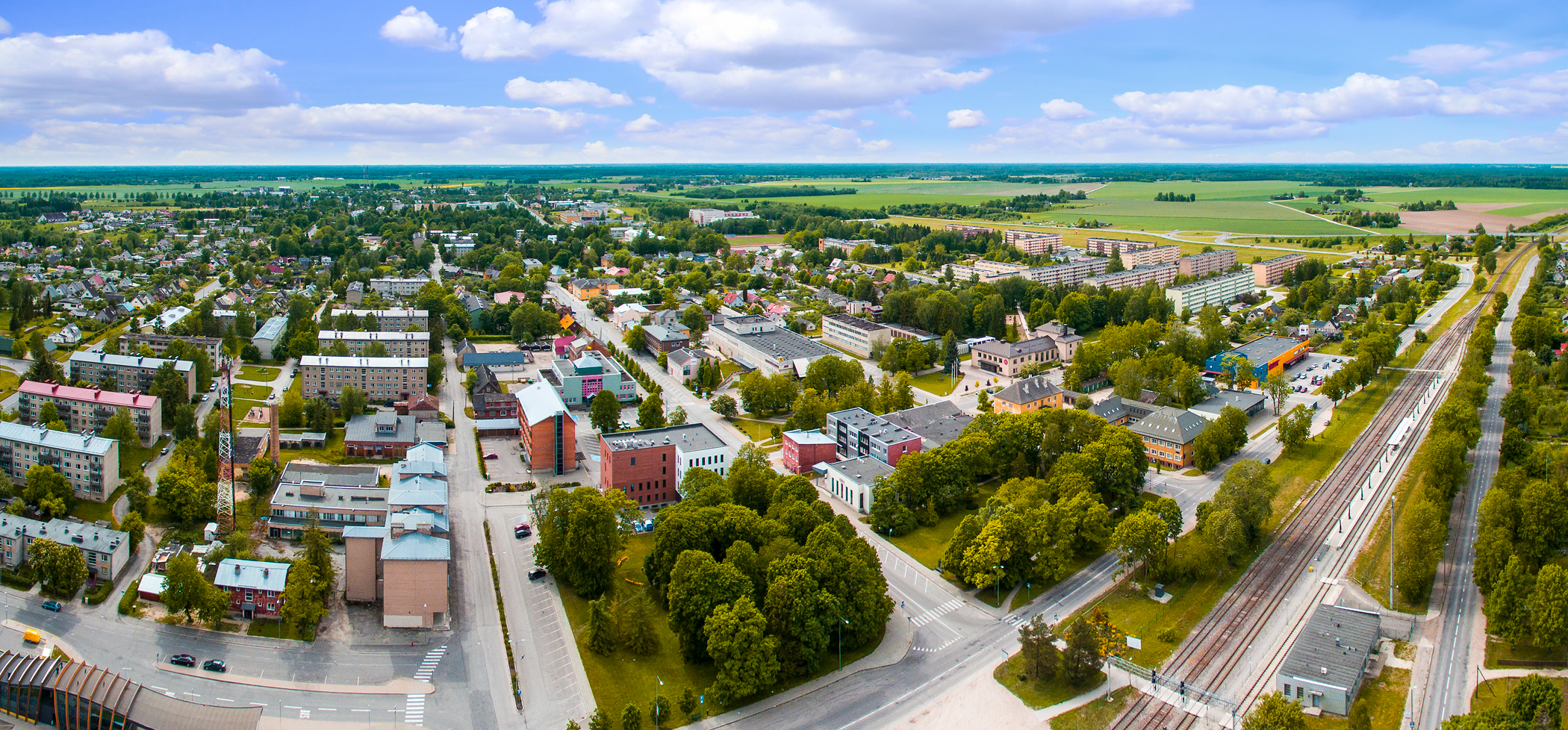
Vue de Jõgeva.

## Démographie
| 1922 | 1929  | 1934  | 1939  |
| ---- | ----- | ----- | ----- |
| 914  | 1 396 | 1 558 | 1 594 |

| 1959  | 1965  | 1970  | 1976  |
| ----- | ----- | ----- | ----- |
| 2 496 | 2 537 | 3 643 | 4 990 |

| 1980  | 1985  | 1988  | 2000  |
| ----- | ----- | ----- | ----- |
| 5 878 | 6 567 | 7 001 | 6 420 |

| 2006  | 2011  | 2021  | - |
| ----- | ----- | ----- | - |
| 6 349 | 5 501 | 5 222 | - |

## Climat
| Mois                                  | jan.       | fév.     | mars      | avril      | mai       | juin      | jui.      | août      | sep.      | oct.       | nov.      | déc.       | année           |
| ------------------------------------- | ---------- | -------- | --------- | ---------- | --------- | --------- | --------- | --------- | --------- | ---------- | --------- | ---------- | --------------- |
| Température minimale moyenne (°C)     | −7,5       | −8,5     | −5,3      | 0,4        | 4,7       | 9,1       | 11,6      | 10,7      | 6,8       | 2,5        | −1,4      | −4,8       | 1,5             |
| Température moyenne (°C)              | −4,5       | −5,1     | −1,3      | 5,1        | 10,9      | 15        | 17,5      | 16        | 11,3      | 5,6        | 0,9       | −2,3       | 5,8             |
| Température maximale moyenne (°C)     | −2         | −2       | 2,8       | 10,5       | 16,7      | 20,5      | 23,1      | 21,6      | 16,2      | 8,9        | 3         | −0,3       | 9,9             |
| Record de froid (°C) date du record   | −43,5 1940 | −39 1956 | −34 1942  | −23,7 1956 | −8,5 1953 | −3 1941   | 0,5 1992  | 0 1980    | −8,4 1986 | −18,5 1926 | −26 1951  | −40,2 1978 | −43,5 17/7/1940 |
| Record de chaleur (°C) date du record | 9,6 2007   | 10 1990  | 17,2 2007 | 27,1 2000  | 30,5 2014 | 33,1 2021 | 33,4 2006 | 34,6 1992 | 29,6 1992 | 20,8 1981  | 13,1 2020 | 11,2 2006  | 34,6 1992       |
| Ensoleillement (h)                    | 31,2       | 61       | 124       | 177        | 268       | 276,6     | 276,1     | 227,7     | 140,2     | 81,8       | 29,8      | 17,9       | 1 711,4         |
| Précipitations (mm)                   | 50         | 39       | 36        | 34         | 45        | 85        | 65        | 90        | 52        | 69         | 55        | 52         | 672             |
| Nombre de jours avec précipitations   | 11         | 9        | 9         | 8          | 8         | 9         | 11        | 11        | 11        | 12         | 13        | 13         | 126             |
| Humidité relative (%)                 | 90         | 87       | 80        | 72         | 68        | 73        | 73        | 79        | 83        | 88         | 91        | 91         | 81              |

| Diagramme climatique                                  |          |           |           |           |           |            |            |           |          |         |            |
| J                                                     | F        | M         | A         | M         | J         | J          | A          | S         | O        | N       | D          |
| −2−7,550                                              | −2−8,539 | 2,8−5,336 | 10,50,434 | 16,74,745 | 20,59,185 | 23,111,665 | 21,610,790 | 16,26,852 | 8,92,569 | 3−1,455 | −0,3−4,852 |
| Moyennes : • Temp. maxi et mini °C • Précipitation mm |          |           |           |           |           |            |            |           |          |         |            |

## Galerie

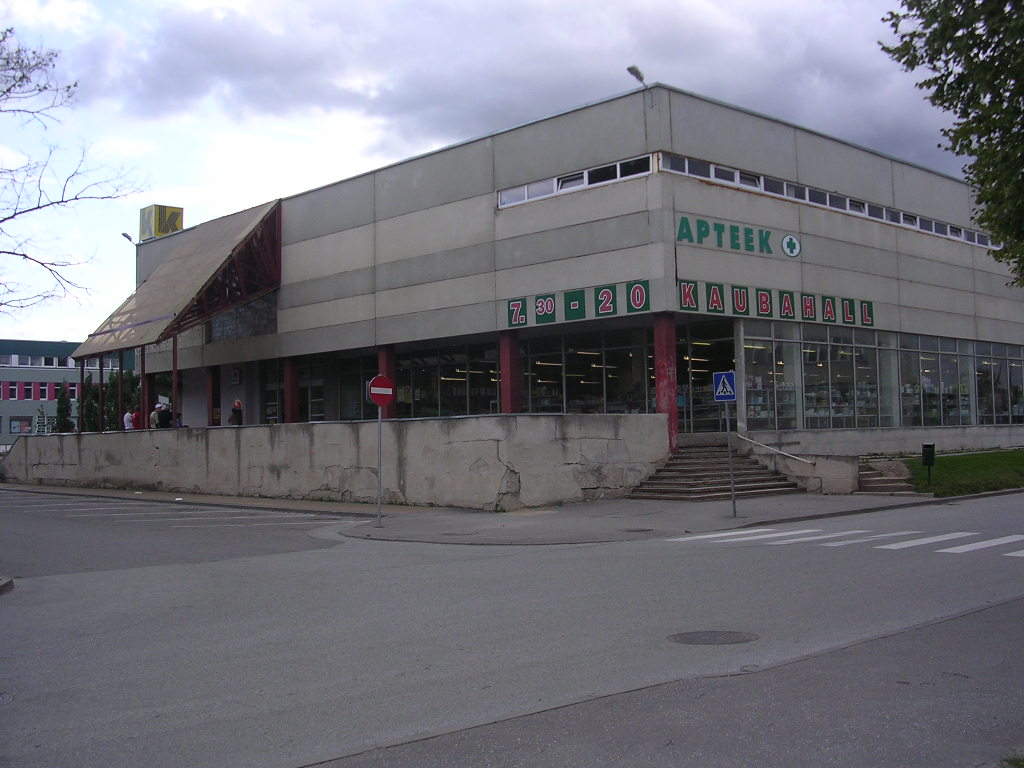
Un centre commercial à Jõgeva.
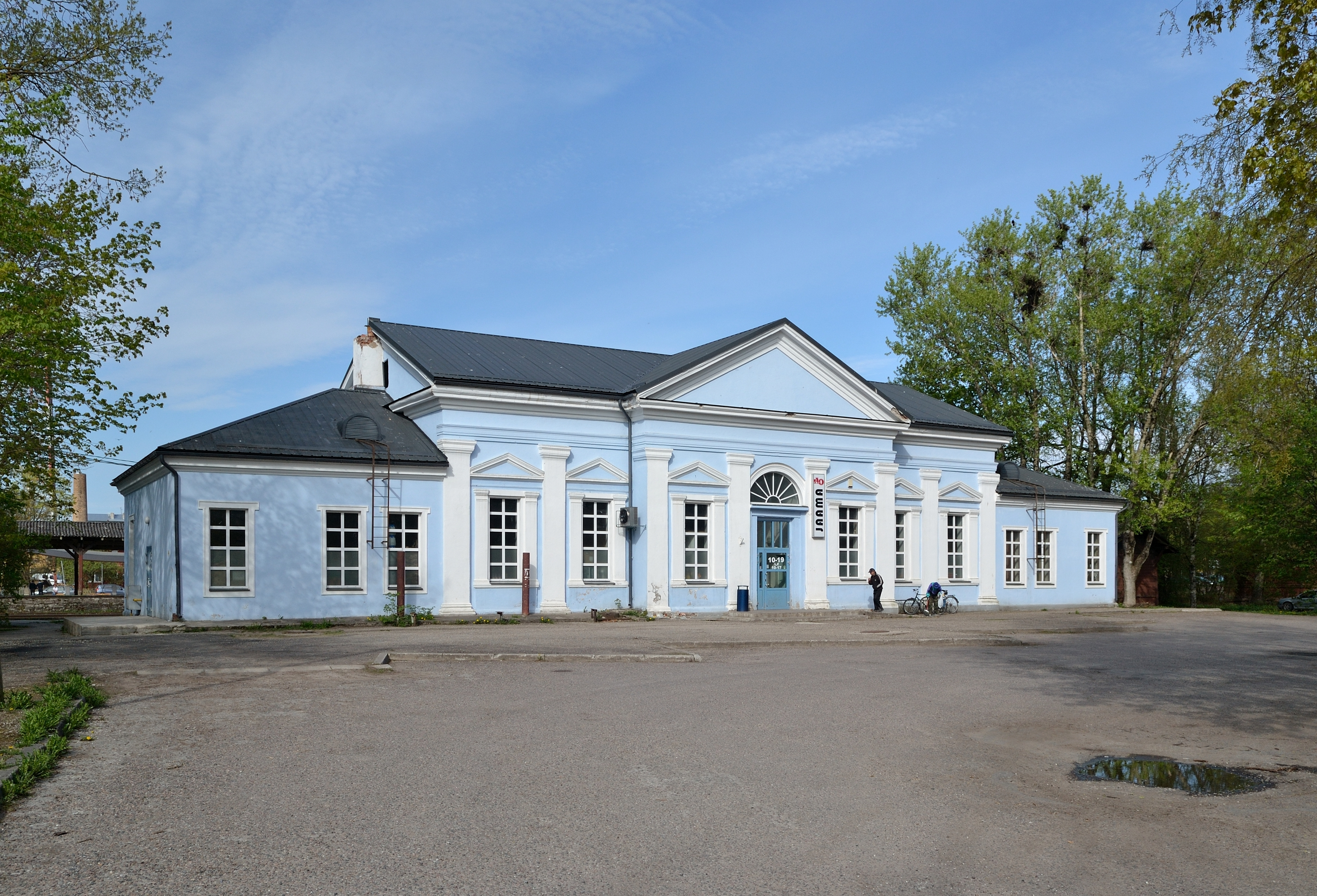
L'ancienne gare de Jõgeva.
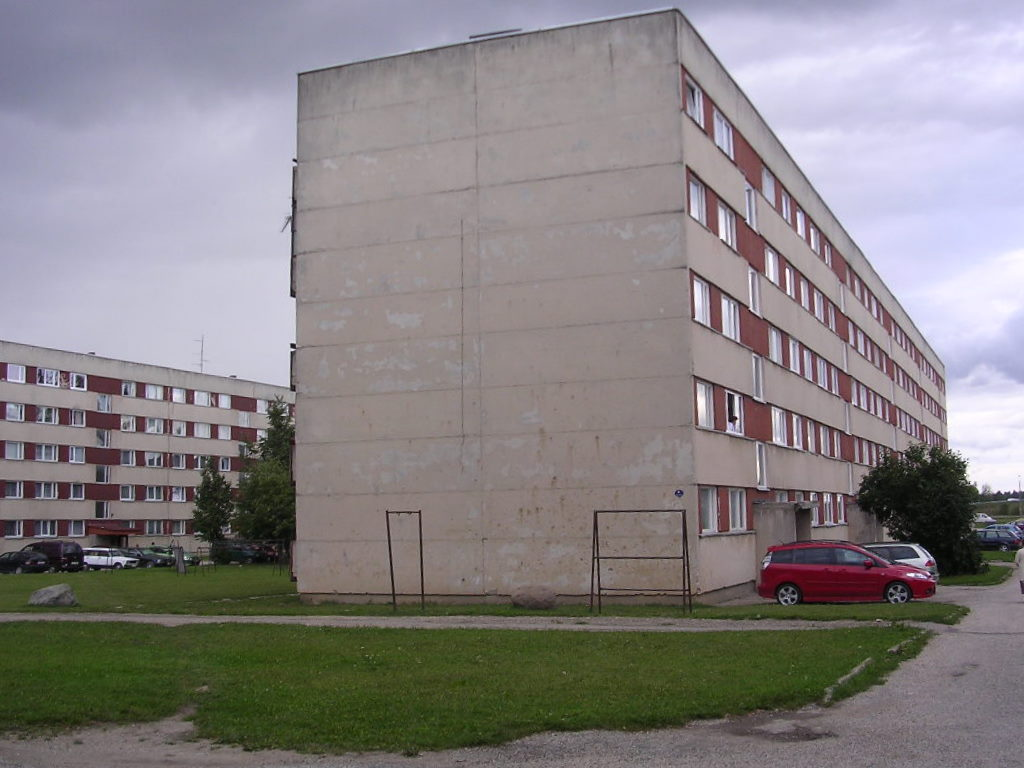
Banlieues résidentielles datant de l'ère soviétique.

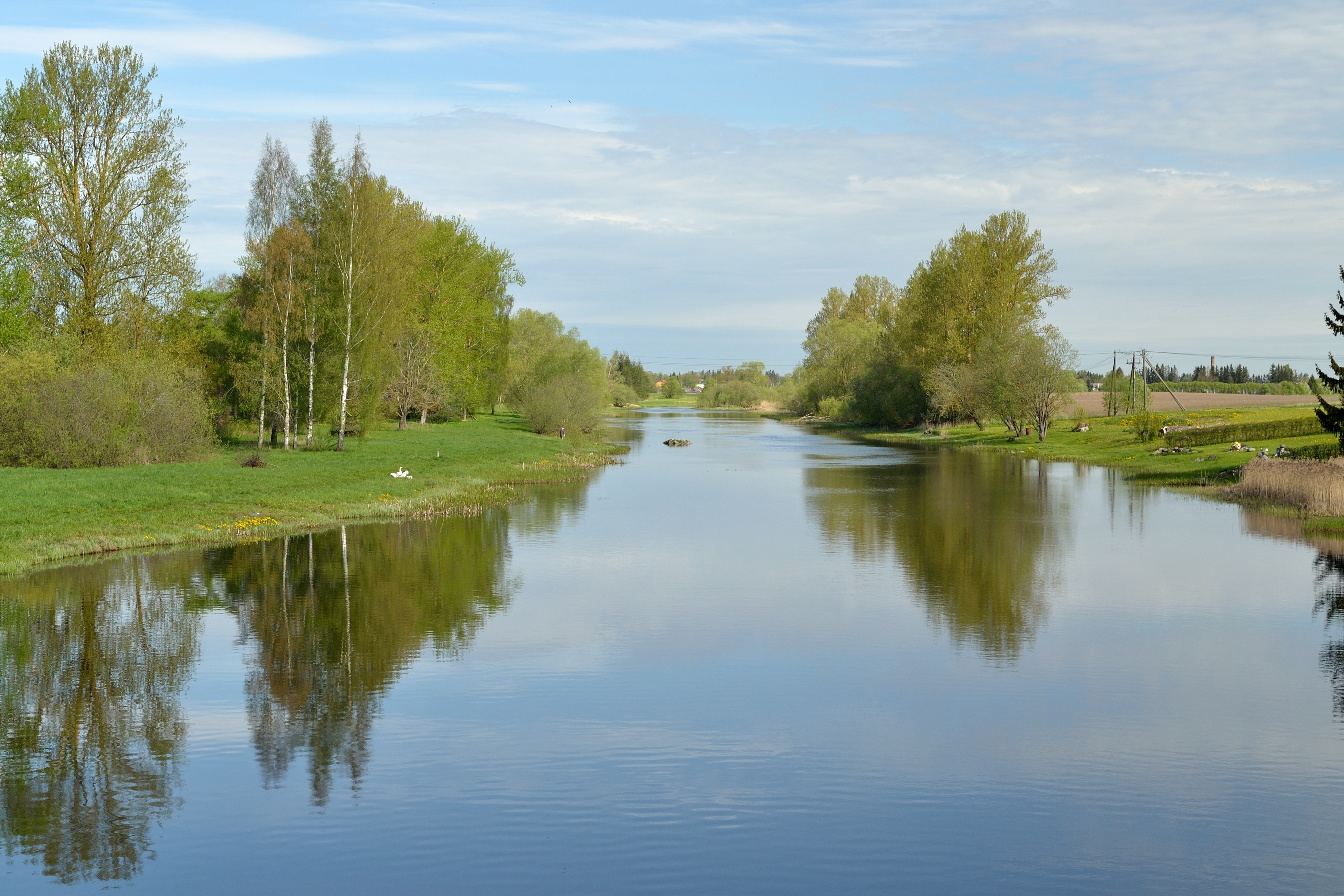
La rivière Pedja.
- Vidéo par drone de Jõgeva.
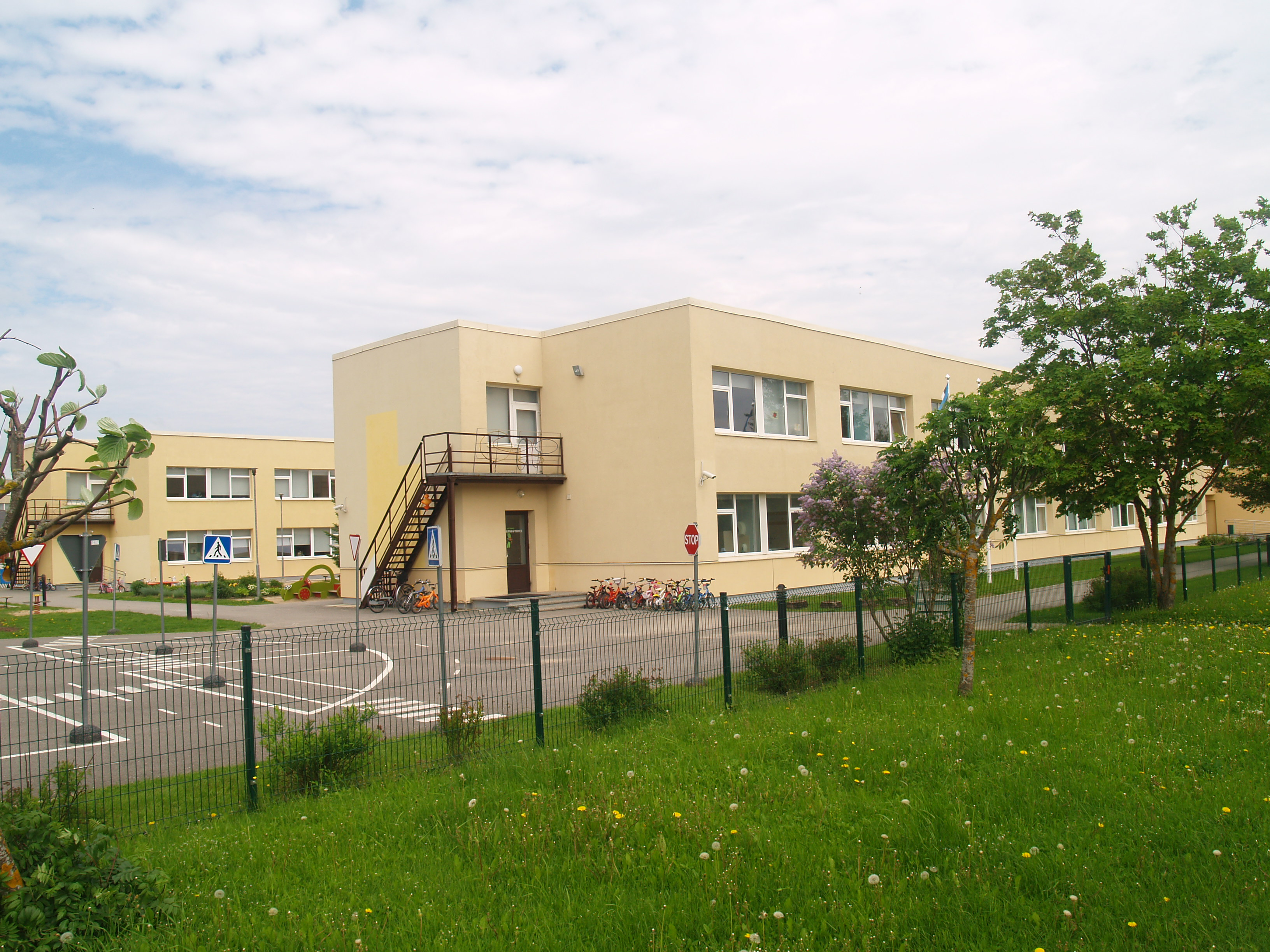
Jardin d'enfants de Rohutirtsu.
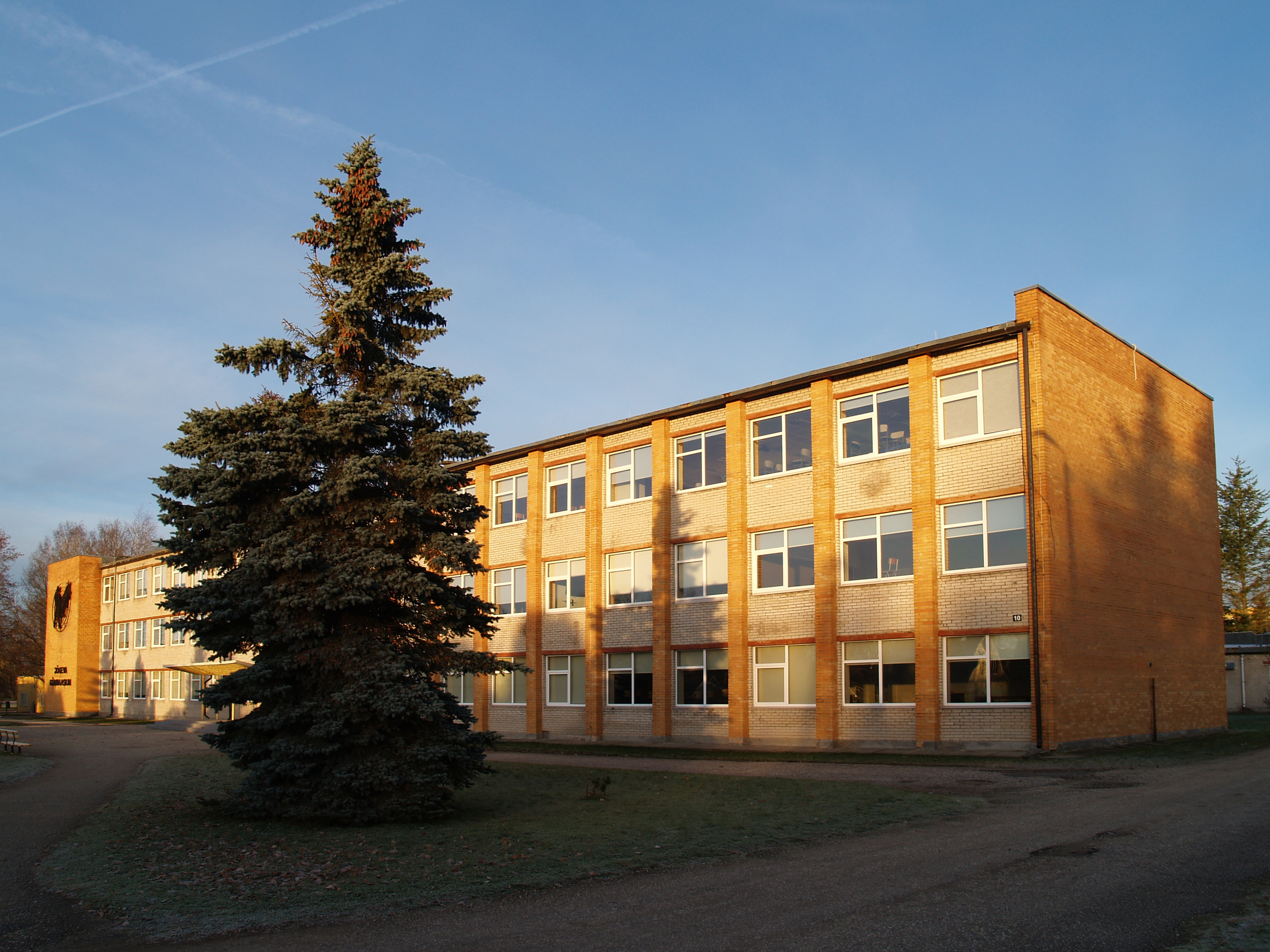
Lycée de Jõgeva.

## Personnalités liées
- Robin "Ropz" Kool (1999- aujourd'hui), joueur professionnel de Counter-Strike.